# キャベコン
キャベコンはダイコンにキャベツを接ぎ木して作成された作物。奈良県フラワーセンター（大和郡山市）の棚田一治が開発した。
マスコミによってキャベコンが紹介された際には愛嬌のあるネーミングと地下部のダイコンと地上部のキャベツという見た目が話題となった。
1990年代半ばに近畿中国四国農業研究センター（現・西日本農業研究センター）でキャベツの根こぶ病の対策として大根に接ぎ木する技術が発表された。これに触発された棚田が開発を行い、2005年3月にキャベコン作りが成功した。
しかしながら、接ぎ木の成功率は低く、2010年時点では150株中、10株しか成功していない。